# Troy Dorsey
Troy Dorsey est un boxeur américain né le 19 novembre 1962 à Mansfield, Texas.

## Carrière
Passé professionnel en 1985, il devient champion d'Amérique du Nord NABF des poids plumes en 1989 puis remporte le titre vacant de champion du monde IBF de la catégorie après sa victoire par KO au 1er round contre Alfred Rangel le 3 juin 1991. Dorsey est à son tour battu dès le combat suivant par Manuel Medina le 12 août 1991.